# André Bord
Pour les articles homonymes, voir Bord.

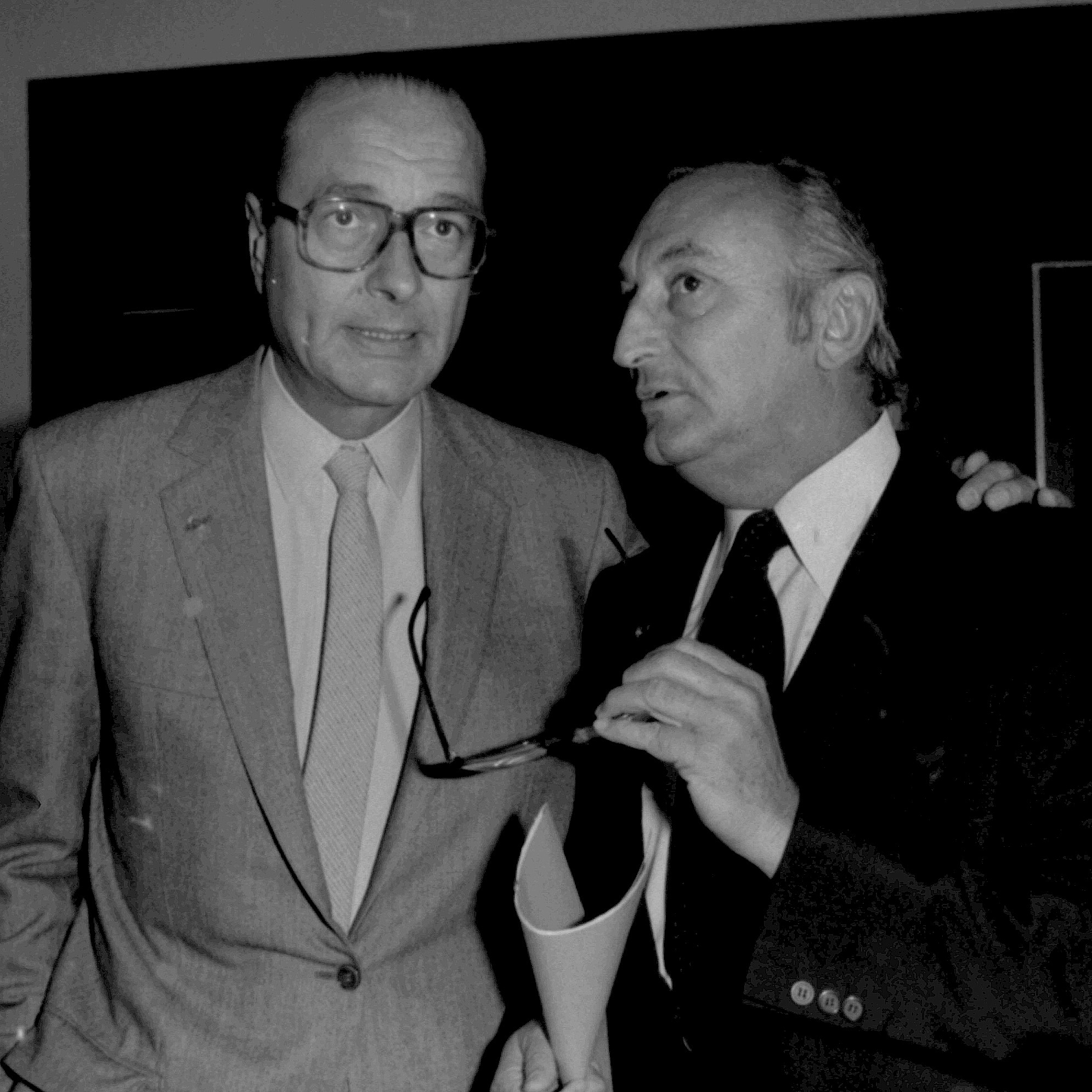
Jacques Chirac et André Bord en septembre 1980.

André Bord, né le 30 novembre 1922 à Strasbourg (Bas-Rhin) et mort le 13 mai 2013 à Holtzheim (Bas-Rhin), est un homme politique français.

## Biographie

### Enfance
Né à Strasbourg dans le quartier populaire du Schluthfeld, et élevé au sein d’une famille ouvrière, – son père Alphonse avait été mineur en Moselle puis grutier au Port du Rhin –, André Bord étudie au Collège épiscopal Saint-Étienne de Strasbourg. Il chante comme soliste à la manécanterie des Petits chanteurs du Schluthfeld et joue au basket et au football. Ses parents n’ayant pas les moyens nécessaires pour qu’il puisse faire de longues études il entre en apprentissage à la librairie, maison d’édition et imprimerie de livres religieux F.-X. le Roux & Cie à Strasbourg.

### Seconde Guerre mondiale
Réfractaire à l’incorporation de force lors de l’annexion de l’Alsace par les Nazis, André Bord rejoint en 1941 la Dordogne et les maquis du Sud-Ouest, agent P2 dans les réseaux « Andalousie » et « Martial », il est arrêté en 1943 par la Gestapo mais est libéré faute de preuves puis une seconde fois par la milice. Il réussit à s’évader grâce à une action menée par ses camarades (Alfred Clauss) du maquis de Vergt en Dordogne. Il est condamné à mort par contumace par la Cour martiale de Limoges.
André Bord participe au recrutement et à la mise sur pied des commandos qui composeront la brigade Alsace-Lorraine d’André Malraux (commando Verdun auquel il appartiendra, Valmy, Bir-Hakeim et Bataillon de Strasbourg). Il se trouve ensuite engagé dans les combats de la libération de l’Est de la France, en particulier dans les Vosges, Ronchamp, Ramonchamp, Froideconche, Bois-le-Prince, Ballersdorf, Dannemarie, et dans les combats défensifs sur le Rhin en janvier 1945 au moment de l’offensive de Von Rundstedt où il est encerclé avec le commando Verdun à Gerstheim pendant plusieurs jours. Avec certains de ses camarades, il réussit à franchir l’encerclement pour rejoindre la brigade Alsace-Lorraine à Plobsheim. Il termine la guerre par la Campagne d’Allemagne jusqu’en 1946.
Démobilisé, il retrouve son emploi à la librairie Le Roux, puis travaille un temps à la Compagnie française de navigation rhénane avant de se lancer dans la vie publique.
Veuf et remarié à Francine Heisserer, André Bord est père de deux fils, Pierre et Michel.
André Bord meurt le 13 mai 2013, à l’âge de 90 ans dans la commune de Holtzheim, où il résidait et dont il était citoyen d’honneur.

### Engagement politique

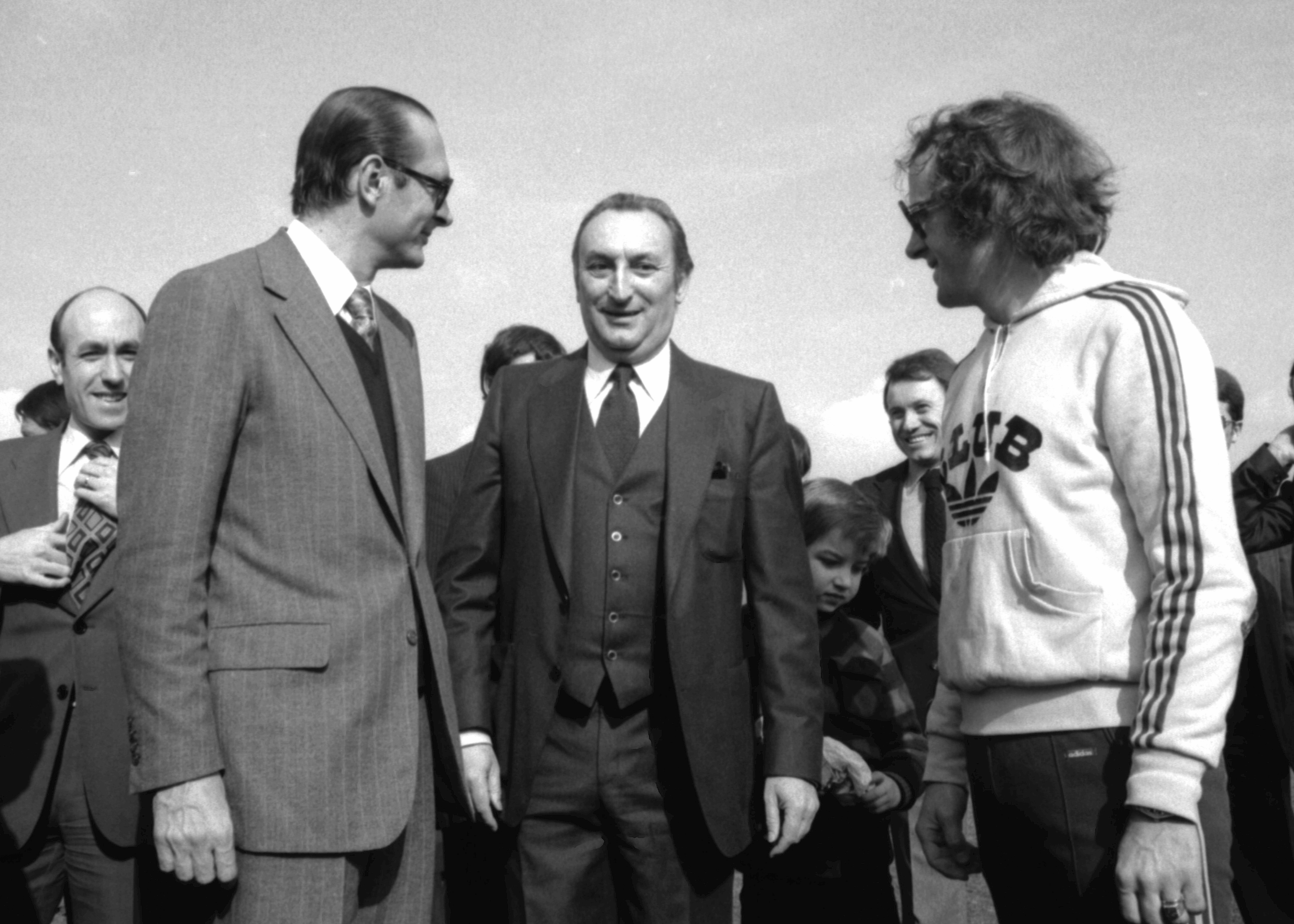
Jacques Chirac avec André Bord et Gilbert Gress au Racing Club de Strasbourg en 1979.

Dès les années cinquante, André Bord entame une carrière politique qui lui fera occuper de nombreuses fonctions électives.
Élu député (UNR) en 1958, il est constamment réélu et siège à l'Assemblée nationale jusqu'en 1981. En 1961, il est élu conseiller général du Bas-Rhin, représentant le canton de Strasbourg-8 et préside cette instance de 1967 à 1979, date à laquelle il est battu dans son canton par Daniel Hoeffel.
Le 1er février 1961, André Bord devient président de l'Association d'entr'Aide en Faveur des Anciens Militaires d'Origine Nord-Africaine (AFAMONA)[réf. souhaitée].
André Bord est élu au conseil municipal de Strasbourg de 1959 à 1989. Le 15 décembre 1973 il devient le premier président du Conseil régional d'Alsace.
Il est également représentant de la France à l'Assemblée parlementaire européenne (devenue le Parlement européen) de 1961 à 1966 et député européen du 19 avril 1982 au 23 juillet 1984.
En outre, André Bord préside le Racing Club de Strasbourg de 1979 à 1985, qu’il conduit en Coupe d’Europe et dirigera pendant une quinzaine d’années la section omnisports du Club.
En 1981, André Bord devient conseiller personnel de Jacques Chirac pour les Affaires Européennes. Depuis 1986, il préside la Commission interministérielle de coopération France-Allemagne et depuis 2002 la Fondation Entente franco-allemande
,.

### Fonctions gouvernementales

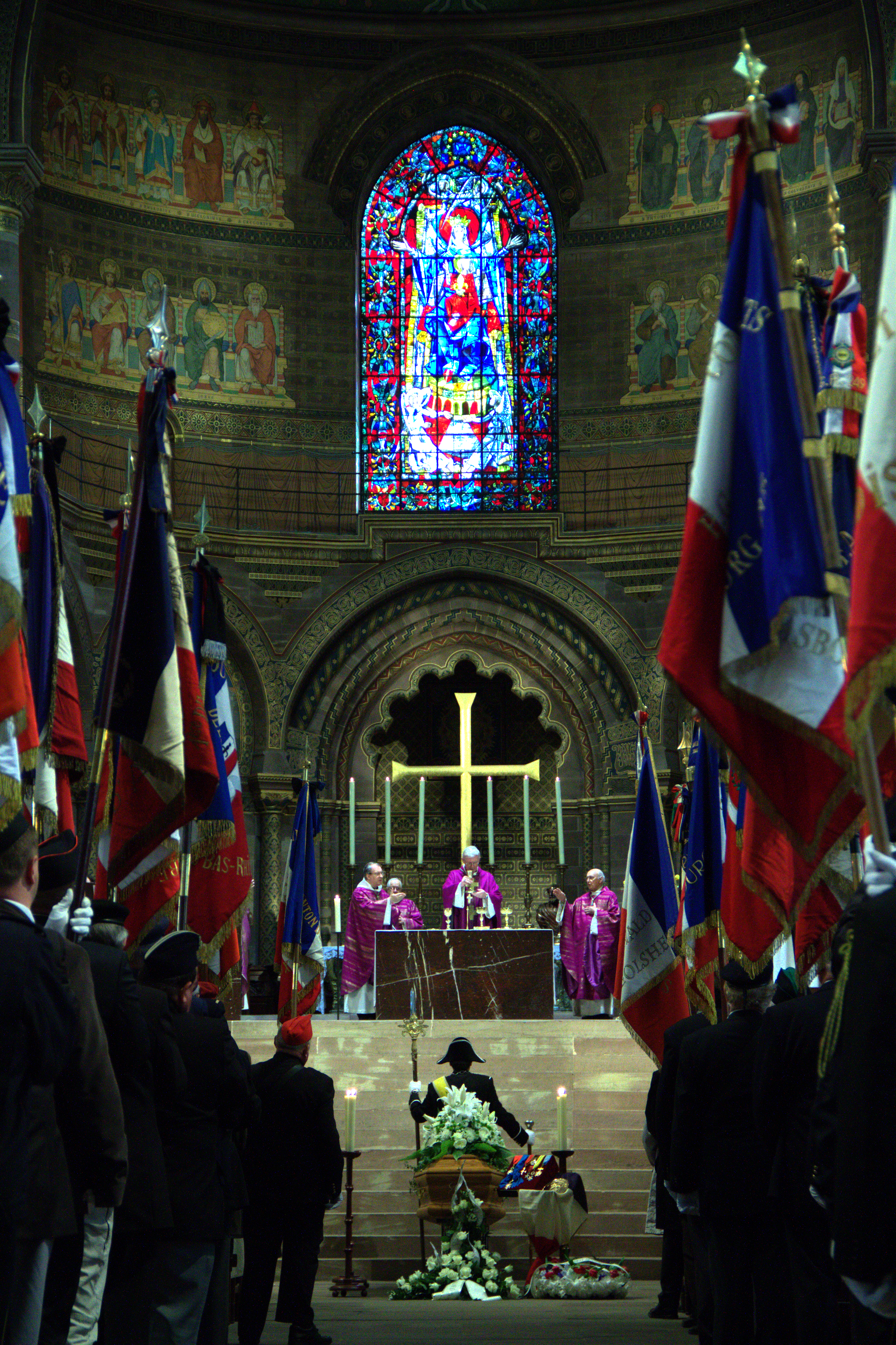
Les obsèques d'André Bord à la cathédrale Notre-Dame de Strasbourg le 18 mai 2013.

- Secrétaire d'État à l'Intérieur du gouvernement Georges Pompidou (3) (du 8 janvier 1966 au 6 avril 1967)
- Secrétaire d'État à l'Intérieur du gouvernement Georges Pompidou (4) (du 6 avril 1967 au 10 juillet 1968)
- Secrétaire d'État à l'Intérieur du gouvernement Maurice Couve de Murville (du 12 juillet 1968 au 20 juin 1969)
- Secrétaire d'État auprès du ministre de l'Intérieur du gouvernement Jacques Chaban-Delmas (du 22 juin 1969 au 6 juillet 1972)
- Ministre des Anciens combattants du gouvernement Pierre Messmer (1) (du 6 juillet 1972 au 2 avril 1973)
- Ministre des Anciens Combattants et des Victimes de guerre du gouvernement Pierre Messmer (2) (du 5 avril 1973 au 27 février 1974)
- Secrétaire d'État auprès du ministre des Armées, chargé des Anciens Combattants et des Victimes de guerre du gouvernement Pierre Messmer (3) (du 1er mars au 28 mai 1974)
- Secrétaire d’État aux Anciens combattants du gouvernement Jacques Chirac (1) (du 28 mai 1974 au 27 août 1976)
- Secrétaire d’État aux Anciens combattants du gouvernement Raymond Barre (1) (du 27 août 1976 au 30 mars 1977)
- Secrétaire d’État aux Anciens combattants du gouvernement Raymond Barre (2) (du 1er avril au 26 septembre 1977)
- Secrétaire d’État auprès du Premier ministre (relations avec le Parlement) du gouvernement Raymond Barre (2) (du 26 septembre 1977 au 6 avril 1978)

## Distinctions

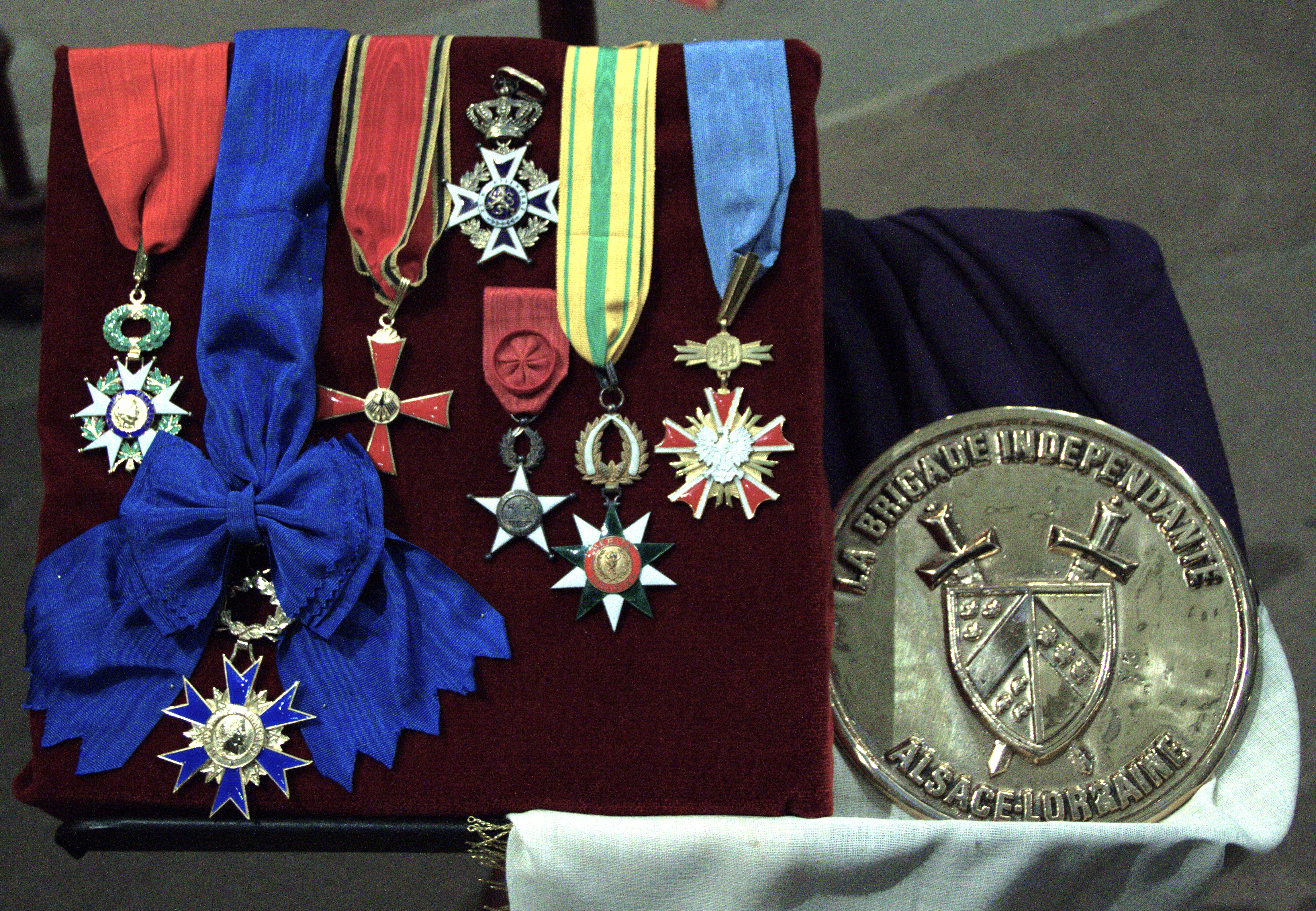
Les décorations de M. André Bord.

André Bord est élevé à la dignité de grand officier de la Légion d'honneur par décret du 31 décembre 2006 et grand-croix de l'ordre national du Mérite en mai 2012,. Il est aussi titulaire de la Médaille militaire, de la Croix de guerre avec palmes, de la médaille de la Résistance française, de la Médaille de la France libre, de la Médaille d’Or de la jeunesse et des sports et de nombreux ordres étrangers, dont la Grande Croix du Mérite avec étoile dans l’Ordre du Mérite de la République fédérale d'Allemagne.

## Hommage
Dans un communiqué, François Hollande, président de la République française, lui rend hommage au lendemain de son décès en déclarant qu’« avec André Bord disparaît un résistant de la Seconde Guerre mondiale, une figure de la politique alsacienne et un européen convaincu. (…) Des maquis du Sud-Ouest au banc des ministres, il s’est battu toute sa vie pour ses convictions et son pays. »